# Stora Småsjön, Dalarna
Stora Småsjön är en sjö i Hedemora kommun i Dalarna och ingår i Dalälvens huvudavrinningsområde.